# 短序厚壳桂
短序厚壳桂（学名：Cryptocarya brachythyrsa）为樟科厚壳桂属下的一个种。

## 扩展阅读
維基物種上的相關：短序厚壳桂